# Cembalet
Das Cembalet ist ein Musikinstrument aus der Gattung der elektro-mechanischen Instrumente. Sein Erfinder war der deutsche Musiker Ernst Zacharias. Er ist auch der Erfinder des Pianet und Clavinet. Ab 1958 wurde das Cembalet von der Firma Hohner gebaut. Der Klang wird von mit Plektrum angerissenen Metallzungen erzeugt. Elektromagnetische Tonabnehmer leiten den Klang an einen eingebauten Vorverstärker weiter.
Das Cembalet (der Name stammt vom klangähnlichen Cembalo) ermöglichte die kostengünstige Aufführung von Musik, die ein Cembalo voraussetzte. Durchgesetzt hat es sich nicht lange, weil bald elektronische Musikinstrumente auf den Markt kamen, die in der Lage waren, andere Musikinstrumente noch billiger nachzuahmen. Allerdings haben alle diese elektro-mechanischen Musikinstrumente einen warmen, obertonreichen Klang, so dass es nicht verwundert, wenn sie auch heute noch in Konzerten gespielt werden.
Das Cembalet wurde in verschiedenen Ausführungen hergestellt:
- Cembalet & Cembalet I
- Cembalet II Konsolenmodell
- Cembalet C & CH
- Cembalet LH
- Cembalet N

Für das Cembalet N war als Option eine „Underbelly“ genannte Lautsprecher-/Verstärkereinheit lieferbar, welche am Instrumentboden montiert werden konnte.
Während die Anheber beim frühen Pianet altersbedingt zerfallen, verwandeln sich die Anreißer des Cembalets im Alter aufgrund chemischer Reaktionen zu einer schmierigen Paste und machen das Instrument unspielbar. Neue Anreißer werden seit kurzer Zeit in den USA hergestellt.
Die Restaurierung eines Cembalets in ein wieder voll einsatzfähiges Instrument ist trotz weniger Bauteile wesentlich zeitintensiver als beim Pianet oder Clavinet. 
Eingesetzt wurde das Cembalet unter anderem in der „Zäller Wiehnacht“ des Komponisten Paul Burkhard.

## Kompositionen (Auswahl)
- Walter Girnatis: Sonatine für Chromonica und Cembalet (Klavier).